# Bergenbier

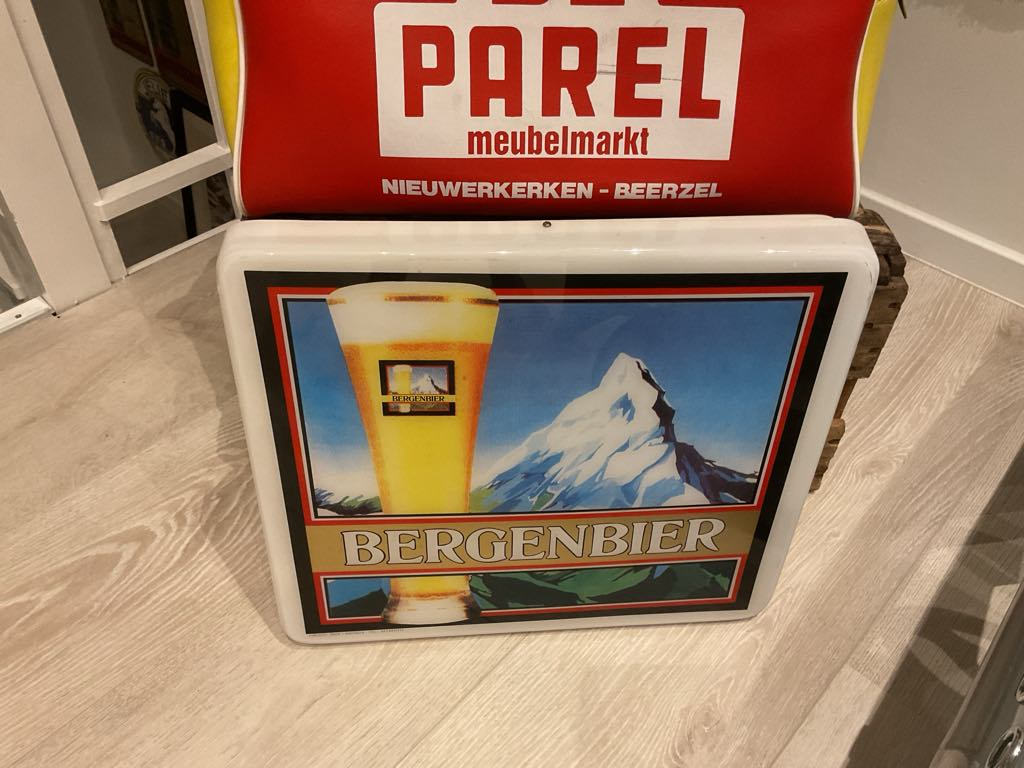
Logoul Bergenbier

Bergenbier este o marcă de bere produsă în România și lansată în 1995 de compania Bergenbier S.A., parte a grupului Molson Coors, al treilea producător de bere la nivel mondial. Bergenbier este sponsorul oficial al echipei naționale de fotbal a României.
Bergenbier este unul dintre cele mai puternice branduri românești, cu o notorietate de peste 95% în rândul consumatorilor și are unul dintre cele mai longevive și mai populare sloganuri din istoria publicității din România („Prietenii știu de ce!”)
Producătorul Bergenbier a intrat pe piața locală în 1994. În prezent, deține o fabrică de bere la Ploiești, numără peste 700 angajați și dispune de o rețea de distribuție națională. Portofoliul cuprinde mărcile Bergenbier, Staropramen, Stella Artois, Beck's, Caraiman, Löwenbräu și Noroc și mărcile belgiene importate Leffe și Hoegaarden.
În aprilie 2012 Molson Coors a cumpărat compania StarBev, care deține în România compania Bergenbier S.A., pentru 2,6 mld. euro.